# Hit Mania Dance 2002
Hit Mania Dance 2002 è una raccolta di successi eurodance, house, techno, dance e pop mixati da Mauro Miclini pubblicata nel dicembre 2001. Fa parte della collana Hit Mania e include una "ROM track".
Da questa edizione, le copertine della compilation assumeranno un nuovo stile e un rinnovamento a livello grafico.

## Tracce
1. Gigi D'Agostino – Un Giorno Credi (feat. Edoardo Bennato)
2. Magic Box – 4 Your Love
3. Paulina Rubio – Y Yo Sigo Aqui
4. Par-T-One vs. INXS – I'm So Crazy
5. Feel Good Productions – The Feel Good Vibe
6. iiO – Rapture
7. Silicone Soul – Right On! (feat. Louise Clare Marshall)
8. French Affair – Sexy
9. Eiffel 65 – 80's Stars (feat. Franco Battiato)
10. Prezioso feat. Marvin – Bonjour
11. M@d – Welcome (In The City, In The Jungle)
12. Green Velvet – La La Land
13. Ricky Martin – Amor
14. Alcazar – Sexual Guarantee
15. Schiller – Dream Of You
16. Justine Simmons – Check Out The Floor (Summer Breeze) (feat. Run from Run DMC)
17. Billy More – Loneliness
18. A'N'N (Amy & Nelly Dj) – My Song
19. Escanor – Are U Ready
20. Brooklyn Bounce – Club Bizarre (Club Mix)
21. Carolina Márquez – Discomani
22. Budget – Deeper And Deeper
23. Anastacia – Paid My Dues
24. Jamiroquai – You Give Me Something